# Handball-Oberliga Baden-Württemberg der Männer 2009/10
Die Handball-Oberliga Baden-Württemberg 2009/10 wurde unter dem Dach der Handballverbände Baden, Südbaden und  Württemberg organisiert und ist die höchste Spielklasse des Verbundes. Die Oberliga – BW  ist nach der Bundesliga, der 2. Bundesliga und der Regionalliga eine der vierthöchsten Spielklassen im deutschen Handball.

## Saisonverlauf
Die Handball-Oberliga Baden-Württemberg 2009/10 war die zehnte Ausspielung dieser Handballliga.

### Modus
Siebzehn Mannschaften spielten eine Vor- und Rückrunde. Nach Abschluss der daraus resultierenden Spieltage sind Meister und Vizemeister in die neu gegründete 3. Liga aufgestiegen und die letzten fünf Mannschaften in die Baden-, Südbaden- und  Württembergliga abgestiegen.

## Teilnehmer
Nicht mehr dabei waren die Auf- und Absteiger der Vorsaison. Neu hinzukamen die Absteiger (A) der Regionalliga Süd und die Aufsteiger (N) aus den Verbandsligen.

Handballverband Baden

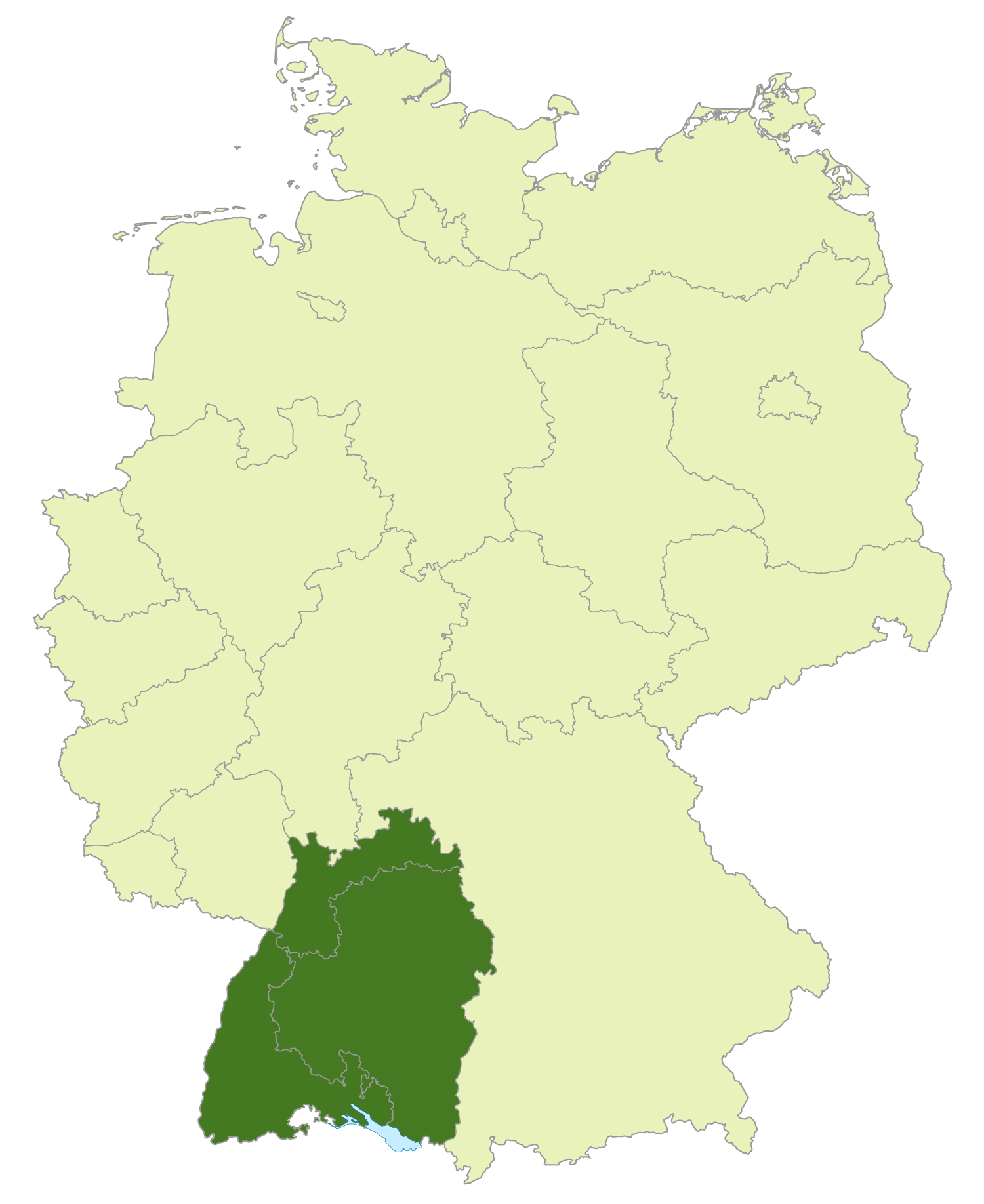
Bereich Handball-Oberliga
Baden-Württemberg

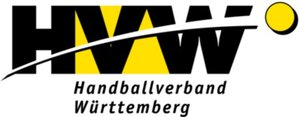
Handballverband Württemberg

### Abschlussplatzierungen
|  1. TV Großsachsen  2. SG Pforzheim/Eutingen - 3. Stuttgarter Kickers - 4. SG Lauterstein (N) - 5. TV Oppenweiler - 6. SV Kornwestheim (N) - 7 TSV Altensteig - 8. HSG Langenau/Elchingen (A) - 9. TB 1882 Kenzingen - 10 VfL Waiblingen (A) - 11 TSV Birkenau  12 SV Fellbach  13 BSV Phönix Sinzheim  14 TuS Helmlingen  15 SG Nußloch (N)  16 TuS Altenheim (N) |